# Insit
Insit is een bestuurslaag in het regentschap Kepulauan Meranti van de provincie Riau, Indonesië. Insit telt 4074 inwoners (volkstelling 2010).